# Aspire
『Aspire』（アスパイア）は、Liella!のアルバム。同グループの3枚目のアルバムとして、2025年5月28日にLantisから発売された。

## 背景
前作『Second Sparkle』以来2年ぶりとなるアルバムで、テレビアニメ『ラブライブ！スーパースター!!』のオープニングテーマである「Let's be ONE」と、エンディングテーマの「DAISUKI FULL POWER」に、各メンバーのソロ新曲11曲と全メンバーによる新曲1曲の全14曲を収録している。

## 音楽性
平安名すみれ役のペイトン尚未いわく、この作品を「ひとことで言うと“Liella!の欲張りセット”です」としたうえで、「且つ11人全員のソロ曲があって、1曲1曲のクオリティも高い。何回でも聴きたくなる、素敵な曲ばかり。特にソロ曲は、TVアニメの物語を知らなくても、歌詞に共感したり自分の経験と重ねて聴くことができたりするので、そういう意味でもすごくいいアルバムだなと思います」とコメントしている。

### 収録曲
アルバムタイトル曲である2曲目の「Aspire」は、ラップパートも含まれたK-POP調の楽曲となっており、全員口をそろえて「びっくりしました」とふり返ったうえで、ウィーン・マルガレーテ役の結那は「かっこ良く歌いたいのに、かっこつければつけるほど言えなくて。Liella!だったら、どこまでもいけちゃうんだろうなっていう楽曲だと思います」とコメントし、澁谷かのん役の伊達さゆりは「私はレコーディングの順番が最後のほうで、ランダムにみんなが歌ったものを繋げたものを聴いてから歌ったんですけど、バランスはすごく考えました。（唐）可可ちゃんや（桜小路）きな子ちゃんのようにかっこいいに振っている子もいれば、小悪魔っぽい感じで歌っている子もいたので、かのんはどうしようかなって。かのんってどちらに寄ることもできるんですよね。ユニットのCatChu!ではかっこいい面を見せているし、キャピッとしている時もあるので。だからみんなの歌声を聴いて、どちらにも寄りすぎないようにテイクを重ねながら調整していきました」と語っている。
4曲目の「Sky Linker」は、米女メイ（薮島朱音）のソロ楽曲となっており、薮島は「イントロから『メイちゃんの曲だ』って分かるんじゃないかなと思います」としたうえで、「心の葛藤を歌っていて。心の不安や迷いを否定せず、それを持ちながら前に進んで行けばいいという、強い気持ちが込められています」と語っている。
5曲目の「ワイルドカード」は、鬼塚冬毬（坂倉花）のソロ楽曲となっており、実姉である鬼塚夏美（絵森彩）の行動を投影したような内容の歌詞になっている。坂倉は「手のひらの上で夏美ちゃんをコロコロ転がしているようなイメージがあるじゃないですか。それに歌詞の対象が全部夏美ちゃんなのかなと思えて、困ってワタワタしている夏美ちゃんを、余裕の微笑みで見ている感じを出したいなぁと思っていました。でも冬毬は夏美ちゃんのことが大好きなので、その気持ちを込めながら、強気に歌いました」と語っている。
6曲目の「Just woo!!」は、平安名すみれ（ペイトン尚未）のソロ楽曲となっており、ペイトンは「ショー・ビジネスの世界を意識した、まさしくすみれのための曲だと思いました」としたうえで、「歌詞を読んだ時は、『恋してる！』とか『自分と熱愛中』というフレーズが出て来て衝撃的でした。自分の気持ちを恋に例えられるくらい、成長したんだなと思いましたし、自分のことをこんなに好きになれていることが嬉しかったです」と語っている。また、ペイトン自身が自分のことが好きだと言えなかった過去をふり返り「すみれのように、自分のことを好きでいられたらいいなと思うし、この曲を歌っている時は、心の底からすみれのことが大好きで、レコーディング中もずっとすみれの顔を思い浮かべていました。とにかく私自身がすみれを好きな気持ちと、すみれがすみれ自身を好きな気持ちを、織り交ぜて歌おうと思ってめちゃめちゃ気合いを入れてレコーディングに臨みました」「自分に自信が無い人にこそ聴いて欲しいです。こんな風に自分を愛せるようになったらいいな、こんな自分を肯定してあげたいなって思う、きっかけになればいいなと思います」とコメントしている。
9曲目の「LiLiA」は、若菜四季（大熊和奏）のソロ楽曲となっており、前作『Second Sparkle』に収録されている「ガラスボールリジェクション」と同じクリエイターが手掛けている。大熊は「雰囲気やニュアンスは前と似たところがあります。夢心地のようで、ミステリアスで、つかみ所が無い感じにしたいと思って歌いました」と語っている。
11曲目の「結び葉」は、葉月恋（青山なぎさ）のソロ楽曲となっており、楽曲の読みは「むすびば」。楽曲の内容は亡き葉月の実母のことを歌っており、青山は「恋ちゃんがお母さんに向けて、『安心して欲しい』という気持ちを乗せていると。最初に聴いた時は、すごく滑らかで歌いやすそうだなと思ったんですけど、いざ譜面を見たらとんでもない音階で、低音から急に高くなったり、すごく難しいメロディーライン。人間の声よりも、バイオリンなどの弦楽器で表現したほうがいいんじゃないかと思ったほどです。だからレコーディングまでの練習は、とても苦戦しました」と語っている。
12曲目の「ルカ」は、ウィーン・マルガレーテ（結那）のソロ楽曲となっており、バンドサウンドを意識したものとなっている。結那はこの楽曲に関して「軽やかで優雅な感じがマルガレーテの根底にあるんだなと感じました。だから感情を100%出すのではなく、優雅でかっこいい、絶妙なラインを狙いたいなと思って歌いました」と語っている。
13曲目の「てくてく日和」は、桜小路きな子（鈴原希実）のソロ楽曲となっており、鈴原はこの楽曲に関して「成長したきな子ちゃんの楽曲なんだなと思って大切に歌おうと思ったんですけど、“あんパンこっそり齧って”“お天気バッチリ！よーし、さあ行こう”“どこまでも並んで一緒に パパパーン♪”とか。ここは、北海道で育ったきな子ちゃんらしい、かわいくてほがらかな感じでもあるんですけど、TVアニメ3期では、きな子は生徒会長になっていることを踏まえると、しっかりした感じで歌ったほうが良いのかなとも考えたんです。でも、何度もこの曲を聴いているうちに、きな子ちゃんのかわいらしい部分はきな子ちゃんらしさでもあるから『それはずっとあっても素敵なんじゃないかな』『歌い方を意識して変えるのは違うのかな』と思い、きな子ちゃんらしさ全開で歌いました」と語っている。

## アートワーク
| 上段 | 鬼塚夏美、鬼塚冬毬、澁谷かのん、ウィーン・マルガレーテ、桜小路きな子、葉月恋 |
| 下段 | 米女メイ、若菜四季、嵐千砂都、唐可可、平安名すみれ                           |

| 上段 | 絵森彩、坂倉花、伊達さゆり、結那、鈴原希実、青山なぎさ |
| 下段 | 薮島朱音、大熊和奏、岬なこ、Liyuu、ペイトン尚未        |

## リリース
2025年5月28日にLantisから、前作同様、描き下ろしイラストジャケットの「オリジナル盤」と、キャスト撮り下ろしジャケットの「フォト盤」の2形態でリリースされ、初回生産特典として、「オリジナル盤」にはスーパースターシール（全12種からランダムで1枚封入）、「フォト盤」にはLiella!カード（全12種からランダムで1枚封入）、共通特典は『「ラブライブ！スーパースター!!」イベントチケット最速先行抽選申込券』がそれぞれ封入されている。

## チャート成績
2025年6月9日付のオリコン週間アルバムランキングでは6位にランクインした。
2025年6月4日付のBillboard JAPAN Top Albumsでは6位、Billboard Japan Hot Albumsでは94位にそれぞれランクインした。

## 収録曲
| 全作詞: 宮嶋淳子（#13のみ畑亜貴）。 |                                              |                              |                          |                             |      |
| #                                   | タイトル                                     | 作詞                         | 作曲                     | 編曲                        | 時間 |
| 1.                                  | 「Let's be ONE」(Liella!)                    | 宮嶋淳子 （#13のみ 畑亜貴 ） | 大畑拓也                 | - 大畑拓也 - 弦編曲: 森悠也 | 3:57 |
| 2.                                  | 「Aspire」(Liella!)                          | 宮嶋淳子 （#13のみ 畑亜貴 ） | R・O・N James Landino    | R・O・N James Landino       | 3:55 |
| 3.                                  | 「Over Over」(澁谷かのん（伊達さゆり）)      | 宮嶋淳子 （#13のみ 畑亜貴 ） | 椿山日南子               | 椿山日南子                  | 4:22 |
| 4.                                  | 「Sky Linker」(米女メイ（薮島朱音）)         | 宮嶋淳子 （#13のみ 畑亜貴 ） | めんま                   | めんま                      | 3:22 |
| 5.                                  | 「ワイルドカード」(鬼塚冬毬（坂倉花）)       | 宮嶋淳子 （#13のみ 畑亜貴 ） | 水野谷怜                 | 水野谷怜                    | 3:19 |
| 6.                                  | 「Just woo!!」(平安名すみれ（ペイトン尚未）) | 宮嶋淳子 （#13のみ 畑亜貴 ） | NA.ZU.NA                 | NA.ZU.NA                    | 3:25 |
| 7.                                  | 「パステルコラージュ」(鬼塚夏美（絵森彩）)   | 宮嶋淳子 （#13のみ 畑亜貴 ） | 由良崇将                 | EFFY                        | 3:36 |
| 8.                                  | 「Rhythm」(嵐千砂都（岬なこ）)               | 宮嶋淳子 （#13のみ 畑亜貴 ） | ArmySlick 常楽寺澪       | ArmySlick                   | 3:27 |
| 9.                                  | 「LiLiA」(若菜四季（大熊和奏）)              | 宮嶋淳子 （#13のみ 畑亜貴 ） | Eunsol(1008), 小久保祐希 | Eunsol(1008)                | 3:48 |
| 10.                                 | 「ファンダメンタル」(唐可可（Liyuu）)        | 宮嶋淳子 （#13のみ 畑亜貴 ） | 小幡康裕                 | 小幡康裕                    | 4:44 |
| 11.                                 | 「結び葉」(葉月恋（青山なぎさ）)             | 宮嶋淳子 （#13のみ 畑亜貴 ） | 理沙 近藤真之            | 近藤真之 理沙               | 3:53 |
| 12.                                 | 「ルカ」(ウィーン・マルガレーテ（結那）)     | 宮嶋淳子 （#13のみ 畑亜貴 ） | 清田直人                 | 水野谷怜                    | 3:48 |
| 13.                                 | 「てくてく日和」(桜小路きな子（鈴原希実）)   | 宮嶋淳子 （#13のみ 畑亜貴 ） | 小池竜暉、Hoffnung       | Hoffnung                    | 4:10 |
| 14.                                 | 「DAISUKI FULL POWER」(Liella!)              | 宮嶋淳子 （#13のみ 畑亜貴 ） | 石黑剛 常楽寺澪          | - 石黑剛 - 弦編曲: 兼松衆   | 4:06 |
| 合計時間:                           | 合計時間:                                    | 合計時間:                    | 合計時間:                | 53:52                       |      |

## 参加ミュージシャン
| Let's be ONE - Strings : 室屋光一郎ストリングス - Piano : 高尾奏之介 - Guitar : 佐々木貴之 - Bass : 二家本亮介 - Drums : 坂本暁良 - Programming & All Other Instruments : 大畑拓也 - Vocal Recording Direction : 野崎心平 (AST ARTS) - Treatment : 鈴木健太 Aspire - Guitar : R・O・N - Programming & All Other Instruments : R・O・N, James Landino - Vocal Recording Direction : 野崎心平 (AST ARTS), 大西弘武 (SCOOP Music), 角田崇徳 (SISTER INC.) - Treatment : 小林紗彩 Over Over - Strings : 室屋光一郎ストリングス - Guitar : 渡辺裕太 - Bass : 二家本亮介 - Drums : 裕木レオン - Programming & All Other Instruments : 椿山日南子 (Dream Monster), 樽井望 (Dream Monster) - Vocal Recording Direction : 野崎心平 (AST ARTS) - Treatment : 鈴木健太 Sky Linker - Guitar : 佐々木貴之 - Bass : 目黒郁也 - Drums : 裕木レオン - Programming & All Other Instruments : めんま - Vocal Recording Direction : 角田崇徳 (SISTER INC.) - Treatment : 鈴木健太 ワイルドカード - Piano : 和久井沙良 - A.Sax : 安尾渉 - Programming & All Other Instruments : 水野谷怜 - Trumpet : 椎葉大世 Just woo!! - Programming & All Instruments : NA.ZU.NA - Vocal Recording Direction : 野崎心平 (AST ARTS) - Treatment : 畠山耕平 パステルコラージュ - Keyboards & All Instruments : EFFY - Vocal Recording Direction : 大西弘武 (SCOOP Music) - Treatment : 鈴木健太 | Rhythm - Programming & All Instruments : ArmySlick - Vocal Recording Direction : 角田崇徳 (SISTER INC.) - Treatment : 椎葉大世 LiLiA - Programming & All Instruments : Eunsol(1008) - Vocal Recording Direction : 野崎心平 (AST ARTS) - Treatment : 小林紗彩 ファンダメンタル - Guitar : 佐々木貴之 - Bass : 目黒郁也 - Drums : 裕木レオン - Programming & All Other Instruments : 小幡康裕 - Vocal Recording Direction : 野崎心平 (AST ARTS) - Treatment : 小林紗彩 結び葉 - Guitar : 佐々木貴之 - Bass : 目黒郁也 - Drums : 裕木レオン - Programming & All Other Instruments : 近藤真之, 理沙 - Vocal Recording Direction : 野崎心平 (AST ARTS) - Treatment : 小林紗彩 ルカ - Strings : 室屋光一郎ストリングス - Bass : 二家本亮介 - Drums : 裕木レオン - Programming & All Other Instruments : 水野谷怜 (Arte Refact) - Treatment : 椎葉大世 てくてく日和 - Strings : 大谷舞 - Trumpet : 真砂陽地, 具志堅創 - Trombone : 半田信英 - Guitar : 清水“カルロス”宥人 - Bass : 目黒郁也 - Drums : 裕木レオン - Programming & All Other Instruments : Hoffnung - Vocal Recording Direction : 野崎心平 (AST ARTS) - Treatment : 荻原和音 DAISUKI FULL POWER - Strings : 室屋光一郎ストリングス - Bass : 小林修己 - Programming & All Other Instruments : 石黑剛 - Treatment : 小林紗彩 |

## タイアップ
| #  | 曲名                   | タイアップ                                                         |
| -- | ---------------------- | ------------------------------------------------------------------ |
| 1  | 「Let's be ONE」       | テレビアニメ『ラブライブ!スーパースター!!』第3期オープニングテーマ |
| 14 | 「DAISUKI FULL POWER」 | テレビアニメ『ラブライブ!スーパースター!!』第3期エンディングテーマ |

### ユニットメンバー
1. 1 2 3 4 5 6  澁谷かのん（伊達さゆり）、唐可可（Liyuu）、嵐千砂都（岬なこ）、平安名すみれ（ペイトン尚未）、葉月恋（青山なぎさ）、桜小路きな子（鈴原希実）、米女メイ（薮島朱音）、若菜四季（大熊和奏）、鬼塚夏美（絵森彩）、ウィーン・マルガレーテ（結那）、鬼塚冬毬（坂倉花）
2. ↑  澁谷かのん（伊達さゆり）、平安名すみれ（ペイトン尚未）、米女メイ（薮島朱音）